# Third mesopleuro-mesonotal muscle
Third mesopleuro-mesonotal muscle, mięsień pl2-t2c (pl. "trzeci mięsięń mezopleuralno-mezonotalny") – mięsień tułowia niektórych owadów.
Mięsień śródplecza stwierdzony u błonkówek. Wychodzi z "brzusznej apodemy pierwszej fragmy" (ang. ventral apodeme of first phragma) i przyczepia się do "apodemy akropleuralnej" (ang. acropleural apodeme). Mięsień ten stanowi retraktor śródtarczki.